# Bezirk Krakau

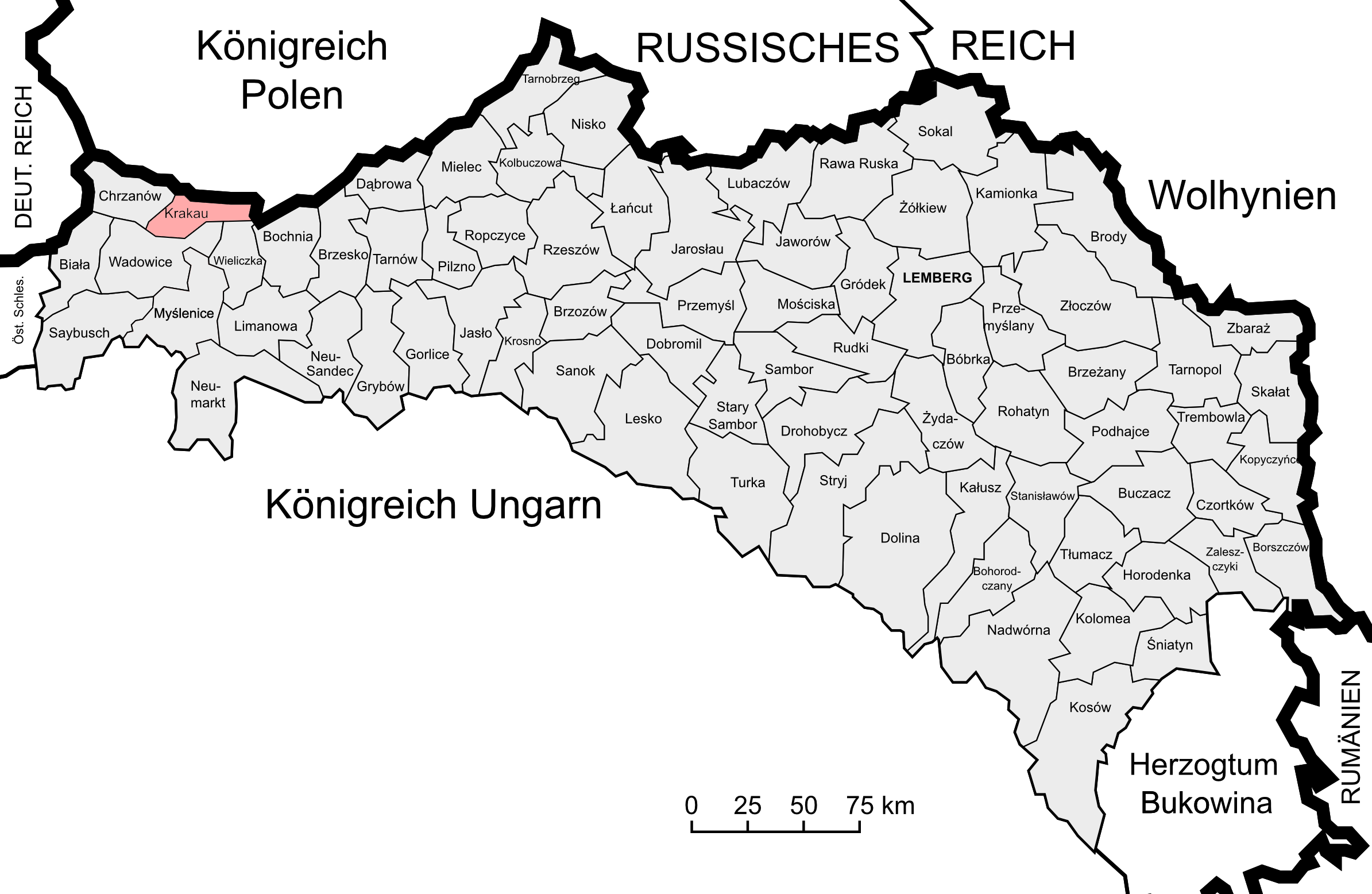
Lage des Bezirks Krakau im Kronland Galizien und Lodomerien

Der Bezirk Krakau (Landbezirk) war ein politischer Bezirk im Kronland Galizien und Lodomerien, nominell im Großherzogtum Krakau. Sein Gebiet umfasste Teile Westgaliziens  im heutigen Polen (Powiat Krakau), Sitz der Bezirkshauptmannschaft war die Stadt Krakau. Nach dem Ersten Weltkrieg musste Österreich den gesamten Bezirk an Polen abtreten, hier sind große Teile heute im Powiat Krakowski zu finden.
Er grenzte im Norden und Nordosten an das Russische Kaiserreich, im Osten an den Bezirk Bochnia, im Südosten an den Bezirk Wieliczka, im Süden an den Bezirk Podgórze, im Südosten an den Bezirk Wadowice sowie im Westen an den Bezirk Chrzanów.

## Geschichte

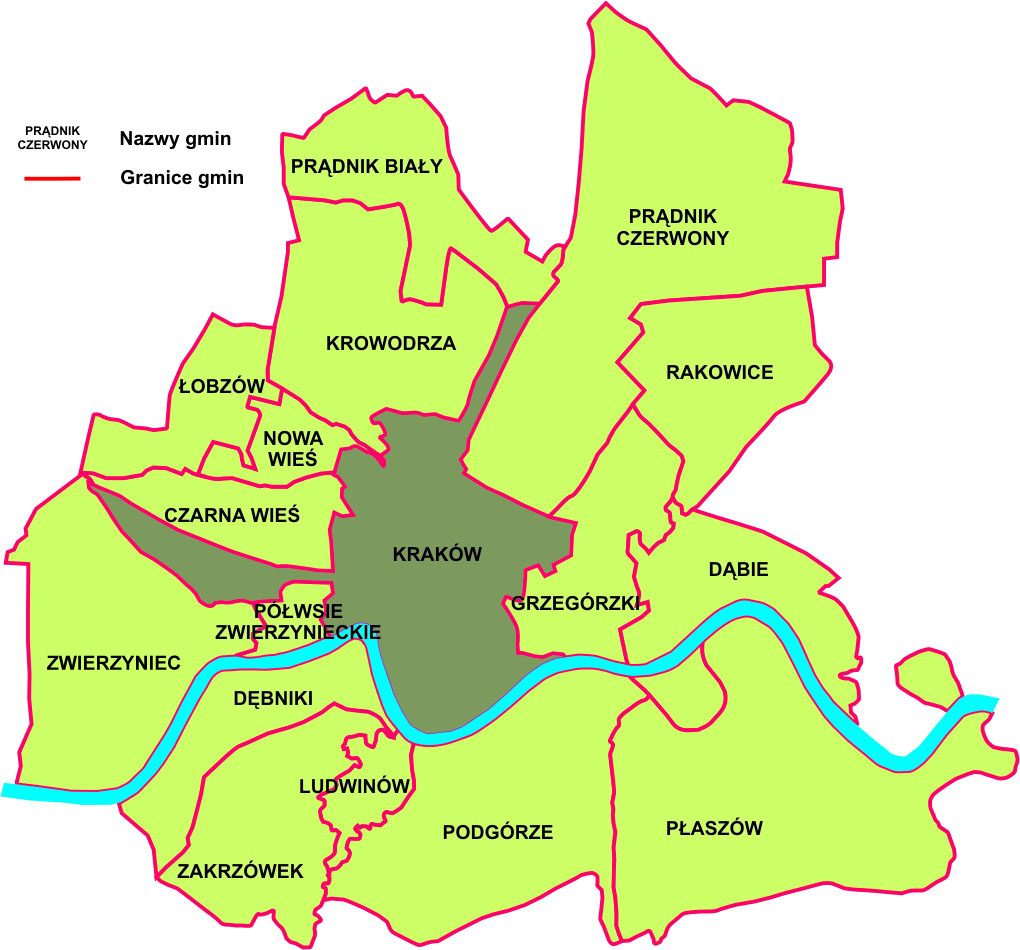
Gemeinden um Krakau im Jahr 1900

Ein Vorläufer des späteren Bezirks (Verwaltungs- und Justizbehörde zugleich) wurde zum Ende des Jahres 1850 geschaffen, die Bezirkshauptmannschaft Krakau war dem Regierungsgebiet Krakau unterstellt und umfasste folgende Gerichtsbezirke:
- Gerichtsbezirk Krakau, Section I.
- Gerichtsbezirk Krakau, Section II.
- Gerichtsbezirk Mogiła
- Gerichtsbezirk Liszki

Nach der Kundmachung im Jahre 1854 kam es am 29. September 1855 zur Einrichtung des Bezirksamtes Krakau (weiterhin für Verwaltung und Gerichtsbarkeit zuständig) innerhalb des Kreises Krakau.
Nachdem die Kreisämter Ende Oktober 1865 abgeschafft wurden und deren Kompetenzen auf die Bezirksämter übergingen, schuf man nach dem Österreichisch-Ungarischen Ausgleich 1867 auch die Einteilung des Landes in zwei Verwaltungsgebiete ab. Zudem kam es im Zuge der Trennung der politischen von der judikativen Verwaltung zur Schaffung von getrennten Verwaltungs- und Justizbehörden. Während die gerichtliche Einteilung weitgehend unberührt blieb, fasste man Gemeinden mehrerer Gerichtsbezirke zu Verwaltungsbezirken zusammen.
Der neue politische Bezirk Krakau wurde aus folgenden Bezirken gebildet:
- Bezirk Mogiła (mit 54 Gemeinden)
- Bezirk Liszki (mit 45 Gemeinden)
- Teilen des Bezirks Krzeszowice (Gemeinden Bolechowice, Brzezie Narodowe und Brzezie Szlacheckie, Karniowice, Kobylany, Modlnica mit Modlniczka, Tomaszowice, Ujazd, Więckowice, Zelków, Zabierzów)
- Teilen des Bezirks Krakau-Magistrat (Gemeinden Czarna Wieś mit Kawiory, Dąbie mit Głębinów und Beszcz, Piaski mit Grzegórzki)

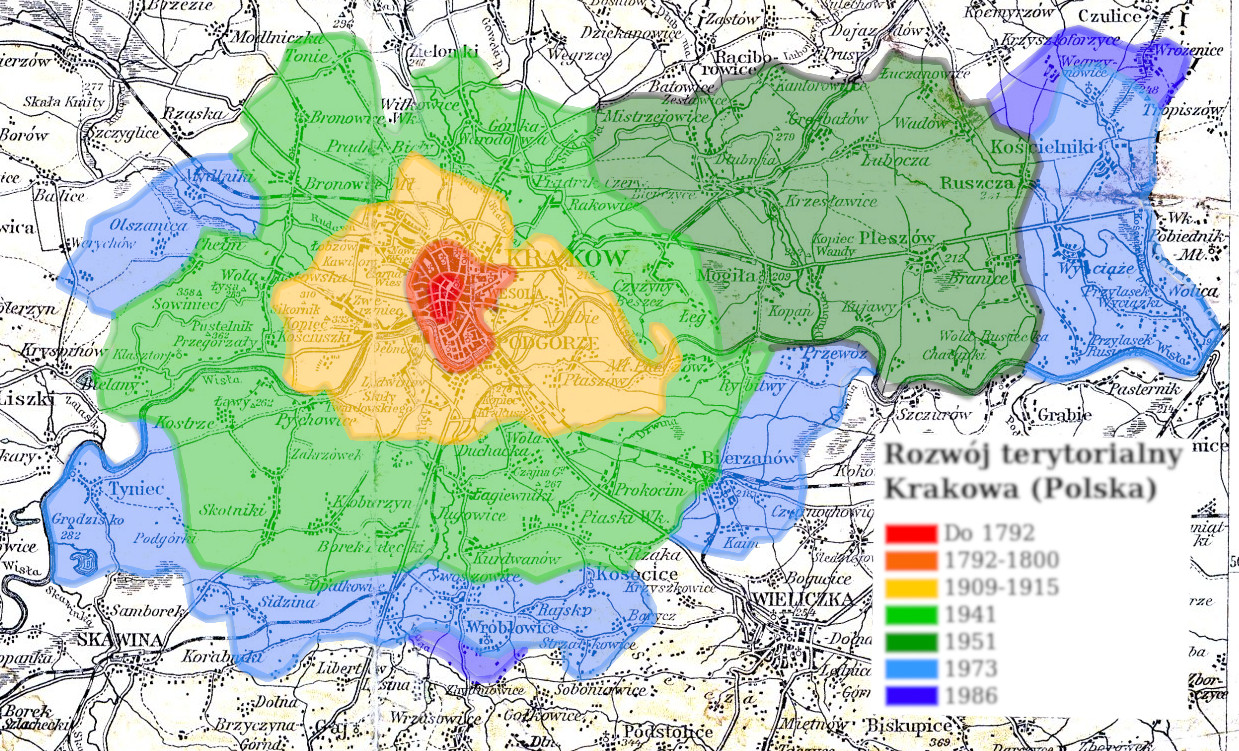
Eingemeindungen nach Krakau 1909-1915

Der Bezirk Krakau bestand bei der Volkszählung 1910 aus 64 Gemeinden sowie 44 Gutsgebieten und umfasste eine Fläche von 478 km². Hatte die Bevölkerung 1900 noch 62.381 Menschen umfasst, so lebten hier 1910 68.827 Menschen. Auf dem Gebiet lebten dabei mehrheitlich Menschen mit polnischer Umgangssprache (98 %) und römisch-katholischem Glauben, Juden machten rund 2 % der Bevölkerung aus.
In den Jahren 1910 bis 1915 wurden nach dem Bebauungsplan der Stadt Krakau des Stadtpräsidents Juliusz Leo zahlreiche Gemeinden nach Krakau eingemeindet. Am 1. April 1910: Półwsie Zwierzynieckie, Zwierzyniec, Czarna Wieś, Nowa Wieś Narodowa, Krowodrza, Grzegórzki und Teile der Gemeinden Prądnik Biały und Prądnik Czerwony mit Olsza, insgesamt 22,74 km² (von 6,88 km² auf 29,62 km²). Am 19. Dezember 1910 folgte die Gemeinde Dąbie mit Beszcz und Głębinów.

## Ortschaften
Auf dem Gebiet des Bezirks bestand 1910 Bezirksgerichte in Krakau und Liszki, diesen waren folgende Orte zugeordnet:
Gerichtsbezirk Krakau:
- Batowice
- Bibice
- Bieńczyce
- Bolechowice
- Boleń
- Bosutów
- Branice
- Bronowice Małe
- Bronowice Wielkie
- Brzezie
- Chełm
- Czulice
- Czyżyny
- Dojazdów
- Dziekanowice
- Garlica Murowana
- Giebułtów
- Głęboka
- Grębałów
- Kantorowice
- Karniów
- Karniowice
- Kobylany
- Koćmyrzów
- Kościelniki
- Krzesławice
- Krzysztoforzyce
- Łęg
- Lubocza
- Łuczanowice
- Mistrzejowice
- Modlnica
- Modlniczka
- Mogiła
- Mydlniki
- Olszanica
- Pękowice
- Pleszów
- Prądnik Biały
- Prądnik Czerwony bestehend aus den Ortsteilen Olsza und Prądnik Czerwony
- Prusy
- Przegorzały
- Przylasek Busiecki
- Raciborowice
- Rakowice
- Ruszcza
- Rzaska
- Sulechów
- Tomaszowice
- Tonie
- Trojanowice
- Ujazd
- Wadów
- Węgrzce
- Węgrzynowice
- Więckowice
- Witkowice bestehend aus den Ortsteilen Górka Narodowa und Witkowice
- Wola Justowska
- Wolica
- Wróżenice
- Wyciąże bestehend aus den Ortsteilen Przylasek Wyciązki und Wyciąże
- Zabierzów
- Zastów
- Zelków
- Zesławice
- Zielonki

Gerichtsbezirk Liszki:
- Aleksandrowice
- Baczyn
- Balice
- Bielany
- Brzoskwinia
- Budzyń
- Burów
- Cholerzyn
- Chrosna
- Czernichów
- Czernichówek
- Czułów
- Czułówek
- Dąbrowa Szlachecka
- Jeziorzany
- Kamień
- Kaszów
- Kleszczów
- Kłokoczyn
- Kryspinów
- Liszki
- Mników
- Morawica
- Nowa Wieś Szlachecka
- Piekary
- Przeginia Duchowna
- Przeginia Narodowa
- Rączna
- Rusocice
- Rybna
- Ściejowice
- Szczyglice
- Wołowice
- Zagacie